# Hightsville
Hightsville és una concentració de població designada pel cens dels Estats Units a l'estat de Carolina del Nord. Segons el cens del 2007 tenia 898 habitants.

## Demografia
Segons el cens del 2000, Hightsville tenia 759 habitants, 163 habitatges i 102 famílies. La densitat de població era de 186,7 habitants per km².
Dels 163 habitatges en un 27% hi vivien nens de menys de 18 anys, en un 45,4% hi vivien parelles casades, en un 12,9% dones solteres, i en un 37,4% no eren unitats familiars. En el 31,3% dels habitatges hi vivien persones soles el 12,9% de les quals corresponia a persones de 65 anys o més que vivien soles. El nombre mitjà de persones vivint en cada habitatge era de 2,34 i el nombre mitjà de persones que vivien en cada família era de 2,94.
Per edats la població es repartia de la següent manera: un 11,3% tenia menys de 18 anys, un 10,4% entre 18 i 24, un 50,6% entre 25 i 44, un 18,3% de 45 a 60 i un 9,4% 65 anys o més.
L'edat mediana era de 36 anys. Per cada 100 dones de 18 o més anys hi havia 339,9 homes.
La renda mediana per habitatge era de 33.088 $ i la renda mediana per família de 42.188 $. Els homes tenien una renda mediana de 27.292 $ mentre que les dones 25.972 $. La renda per capita de la població era de 13.458 $. Cap de les famílies i el 3,4% de la població estaven per davall del llindar de pobresa.

## Poblacions més properes
El següent diagrama mostra les poblacions més properes.